# 丸山眞男
丸山 眞男（まるやま まさお、1914年〈大正3年〉3月22日 - 1996年〈平成8年〉8月15日）は、日本の政治学者、思想史家。東京大学名誉教授、日本学士院会員。専攻は日本政治思想史。新字体で、丸山 真男とも表記される。
専門学問は、「丸山政治学」「丸山思想史学」と呼ばれ、経済史学者・大塚久雄の「大塚史学」と並び称された。
ジャーナリスト丸山幹治の次男として生まれた。東大法学部を卒業し、長く教鞭を執り、のちに東大法学部長も務めた。師は南原繁。
初期の代表作は『日本政治思想史研究』（1952年）。西欧思想と東洋古典の素養を兼ね備えた学識を持ち、戦後民主主義思想の展開に指導的役割を果たした。〈丸山学派〉と称される後進の研究者も輩出し、日本政治学界の量的な飛躍への貢献も大きい。

## 経歴

### 政治思想史研究へ
1914年（大正3年）3月22日、ジャーナリスト・丸山幹治の次男として、大阪府東成郡天王寺村（現・大阪市阿倍野区）に生まれた。郷里は長野県で旧松代藩士族の家系。兄に芸能プロデューサー・音楽評論家の丸山鉄雄、弟に評論家の丸山邦男がいる。1920年、兵庫県精道尋常小学校に入学。1921年（大正10年）春、父が「読売新聞」経済部長となったため、東京四谷に転居、また四谷第一尋常小学校に転校。父の友人・長谷川如是閑らの影響を受け、大正デモクラシーの潮流のなかで思想形成をおこなう。1926年、東京府立第一中学校（現・都立日比谷高校）に入学、そして1930年、旧制第一高等学校を受験するが不合格、翌年（昭和6年）4月、一高文科乙類に進学。
1933年（昭和8年）4月10日、本郷仏教青年館で開催された唯物論研究会の講演会に参加。同講演会は警察の命令により、長谷川如是閑が挨拶を始めるや否や解散。聴衆の一人であった丸山は本富士警察署に勾留され、特高の取り調べを受ける。
1934年（昭和9年）に一高を卒業後、東京帝国大学法学部政治学科に入学。「講座派」の思想に影響を受ける。1936年（昭和11年）、懸賞論文のために執筆した「政治学に於ける国家の概念」が、第2席A（第一席該当なし）に入選。『緑会雑誌』8月号に掲載される。これが認められて助手採用に内定する。
1937年（昭和12年）、大学を卒業し、南原繁の研究室の助手となる。1938年、本来はヨーロッパ政治思想史を研究したかったが、日本政治思想史の研究を開始した。1940年（昭和15年）、「近世儒教の発展における徂徠学の特質並びにその国学との関連」を『国家学会雑誌』（54巻2-5号）に発表。6月、東京帝国大学法学部助教授となる。1941年、「近世日本思想史における「自然」と「作為」－制度観の対立としての」を『国家学会雑誌』に発表。
1944年（昭和19年）3月、友人小山忠恕の妹ゆか里と結婚。7月、「国民主義理論の形成」を『国家学会雑誌』に発表（後に「国民主義の「前期的」形成」と改題）。同7月、すでに30歳で徴兵年齢を過ぎていたが、陸軍二等兵として教育召集を受けた。思想犯としての逮捕歴を警戒した一種の懲罰だったとする見方もある。大卒者は召集後でも幹部候補生に志願すれば将校になる道が開かれていたが、「軍隊に加わったのは自己の意思ではない」と二等兵のまま朝鮮半島の平壌へ送られた。9月、脚気のため除隊決定。11月、応召より帰還。
1945年（昭和20年）3月、再び召集される。広島市の船舶通信連隊で暗号教育を受けた後、宇品の陸軍船舶司令部へ二等兵として配属された。4月、参謀部情報班に転属。丸山は連合通信のウィークリーをもとに国際情報を毎週報告。入手した情報を「備忘録」と題するメモに残す。6月に一等兵に昇進。8月6日、司令部から5キロメートルの地点に原子爆弾が投下され、被爆。朝礼、点呼の時間で、丸山は司令部棟の建物の影となるところにいたため、爆風に晒されることは免れた。その日の記憶はショックでなく、8月9日に上官とカメラマンとで被曝地を歩いた。丸山は、自分が兵隊で市民に対して傍観者のような立場にあったことからくる後ろめたさ、そしてたまたま建物のおかげで死ななかったことから被爆した死者に対する申し訳なさを抱え、戦後24年間、被爆体験を語ることをしなかった。
1945年（昭和20年）8月15日に終戦を迎え、9月に復員した。「上官の意向をうかがう軍隊生活は（大奥の）『御殿女中』のようだった」と座談会で述べたことがある。この経験が、戦後、「自立した個人」を目指す丸山の思想を生んだという指摘がある。

### 戦後
1946年（昭和21年）2月14日、東京帝国大学憲法研究委員会の委員となる。憲法改正の手続きについてまとめた第一次報告書を執筆。なお委員長の宮沢俊義は、委員会で丸山が提示した「八月革命説」を、丸山の承諾を得て「八月革命と国民主権主義」として論文発表している（『世界文化』1946年5月号）。「超国家主義の論理と心理」を『世界』1946年5月号に発表。以後、戦後民主主義思想の進展に指導的役割を果たす。この時期には、静岡県の三島大社境内に庶民大学（公開講座の先駆け）を設け、全国各地を巡り講義を行う。1950年（昭和25年）6月に東京大学法学部教授（日本政治思想史講座）。
サンフランシスコ平和条約をめぐる論争では平和問題談話会の中心人物として、1960年（昭和35年）の安保闘争を支持する知識人として、アカデミズムの領域を越えて戦後民主主義のオピニオンリーダーとして発言を行い、大きな影響を与えた。これらの時事論的な論述により、「アカデミズムとジャーナリズムを架橋した」とも評された。後年、本人は現実政治の分析を「夜店」、日本政治思想史の研究を「本店」と称したことがある。
1961年（昭和36年）、ハーバード大学およびオックスフォード大学客員教授。1973年（昭和48年）ハーバード大学名誉博士、プリンストン大学名誉博士。

### 後半生
1960年代後半になると逆に、｢欺瞞に満ちた戦後民主主義｣の象徴として全共闘の学生などから激しく糾弾された。1969年（昭和44年）3月10日、肝機能障害により入院。同年6月、1970年2月と続けて入院。心労と病気が重なったことで、1971年（昭和46年）3月、東大を早期退職した。1974年（昭和49年）5月に東京大学名誉教授。1978年（昭和53年）11月には日本学士院会員となる。
1993年12月9日、肝臓がんであることを知る。長年版元より依頼されていた『丸山眞男集』（岩波書店）を刊行中の1996年（平成8年）8月15日（終戦の日）に死去。82歳だった。家族のみで密葬を行い、約1週間後に死去が公表された。8月26日に「偲ぶ会」が、新宿区信濃町の千日谷会堂で行われた。墓所は多磨霊園。

## 家族
- 曽祖父・丸山清蔵 ‐ 松代藩士（足軽）。戊辰戦争に従軍して戦死。[22]
- 祖父・丸山鉄次郎[22]
- 父・丸山幹治（1880-1955） ‐ 新聞記者、論説委員。東京専門学校邦語科行政科卒。[22]
- 母・丸山セイ（1884-1945） ‐ 山口県阿武郡萩町、大庭直也の娘。政教社社主・井上亀六の異父妹。いとこに佐野五風。1909年に結婚。夫が不在がちだったため女手ひとつで4児を育てた。眞男が入営中に死去。[22]
- 兄・丸山鉄雄（1910-1988） ‐ NHK職員。京都帝国大学経済学部卒。[22]
- 弟・丸山矩男（1917-2004） ‐ 東京帝国大学理学部卒業。[22]
- 弟・丸山邦男（1920-1994） ‐ 評論家。早稲田大学中退。[22]
- 妻・ゆか里（1922-2011） ‐ 鉄道省技師・小山磐[23]の四女。眞男の高校時代からの友人・小山忠恕（東大経済学部卒。興銀データサービス社長、日本経営システム社長）の妹。東京府立第三高等女学校高等科卒。兄の岳父に明石和衛。[24]
- 長男・丸山彰 ‐ 数学者。東京工業大学、東海大学、日本大学で教鞭をとった。明星学園高等学校、日本大学卒。
- 二男・丸山健志

## 業績

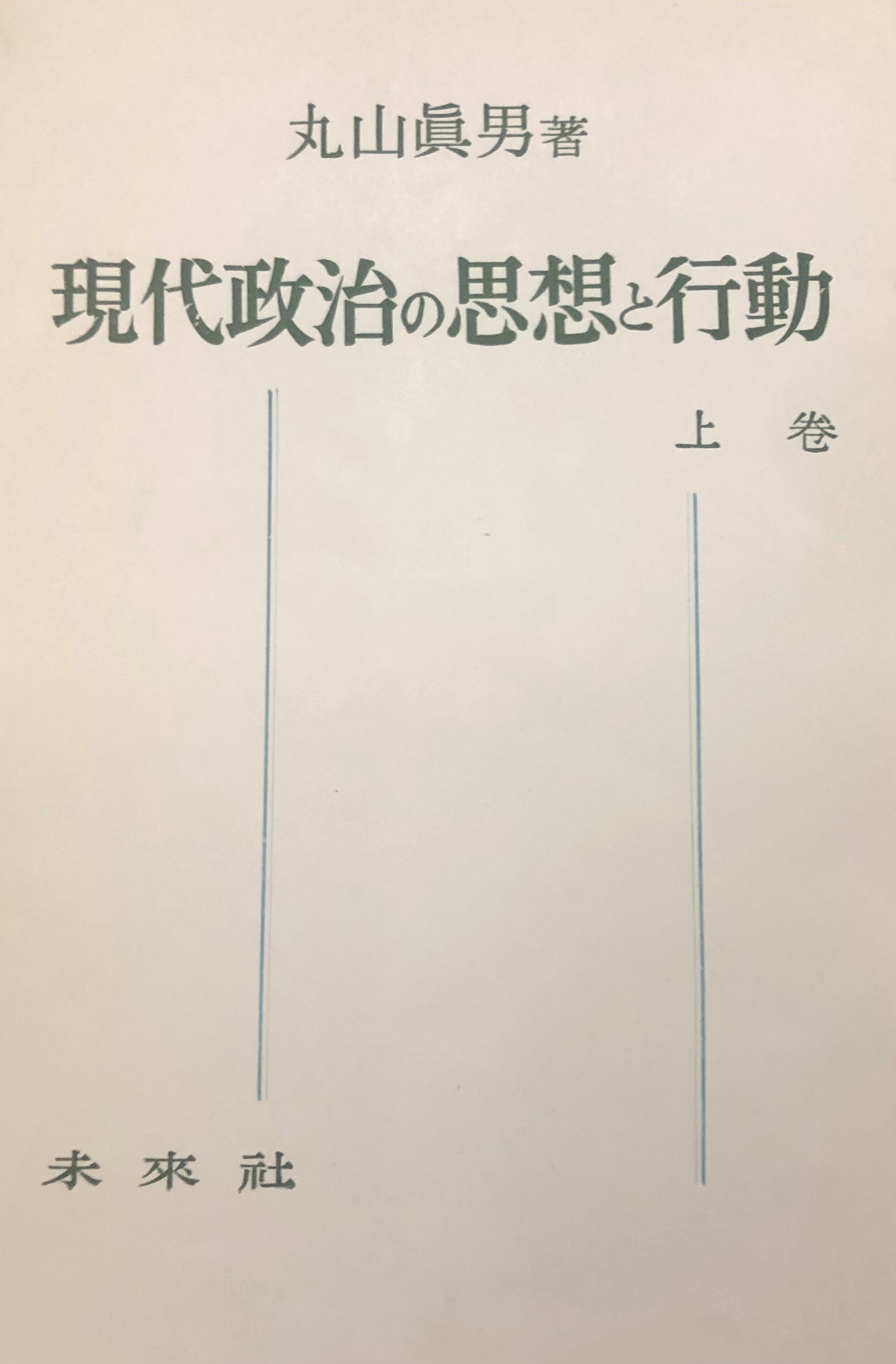
『現代政治の思想と行動』（1956-57年）。丸山の著作の中で最初に英訳出版された。

前記の時論的な論述のほか、日本政治思想史における業績も重要である。第二次世界大戦中に執筆した『日本政治思想史研究』は、ヘーゲルやフランツ・ボルケナウらの研究を日本近世に応用し、「自然」-「作為」のカテゴリー を用いて儒教思想（朱子学）から荻生徂徠・本居宣長らの「近代的思惟」が育ってきた過程を描いたものである。
また、明治時代の思想はデモクラシー（民権）とナショナリズム（国権）が健全な形でバランスを保っていたと評価し、特に日本近代を代表する思想家として福澤諭吉を高く評価し、「福澤惚れ」を自認した。日本学士院ではもっぱら諭吉の研究を行い、日本思想史研究における生涯の大半を福沢の研究に費やした。丸山の福沢諭吉論（『「文明論の概略」を読む』など）はそれ以降の思想史家にとって、現在まで見過ごすことのできない金字塔的な存在となっている。
『日本の思想』（岩波新書、1961）の発行部数は2005年（平成17年）5月現在、累計102万部。大学教員達から“学生必読の書”と評される他、この中に収められている『「である」ことと「する」こと』は高校の現代文の教科書にも採用されている。1985年（昭和60年）にはフランスにおける最初の日本語のアグレガシオン（教授資格試験）の和仏訳、テキスト分析の試験問題にも選ばれている。
早くから海外に翻訳され、現在も再版されていることは特筆に値する。まず、1963年（昭和38年）に『現代政治の思想と行動』Thought and Behavior in Modern Japanese Politics が英訳出版された（のちに中国語訳も行われた）。続いて1974年（昭和49年）には『日本政治思想史研究』Studies in the Intellectual History of Tokugawa Japan が英訳され、1996年（平成8年）にその仏訳 Essais sur l'histoire de la pensée politique au Japon が刊行された。1988年（昭和63年）には『近代日本の知識人』Denken in Japan が、2007年（平成19年）には「超国家主義の論理と心理」、「近代的思惟」などを収めた Freiheit und Nation in Japan がそれぞれドイツ語訳されている。
また「丸山論」は、没する前後から年数冊のペースで、刊行され続けている。

### 古代政治思想としての「勢」の発見
丸山眞男の日本政治思想における業績の一つとして「勢い（いきほひ）」が「有徳」と見なされていたことの発見がある。『忠誠と異端』所収の「歴史意識の『古層』」のなかで丸山は雄略天皇が日本書紀で「天皇以心為師。誤殺人衆。天下誹謗言、大悪天皇也」とされる一方、「是時、百姓咸言、有徳天皇也」とされていることについて、「大悪(はなはだあ しくまします)という形容詞が、普通の倫理的意味で使用されていることは文脈から明らかである。とするならば右の例における有徳天皇とか至徳天皇とかの称辞は、中国古典に多少とも共通に窺われるような規範性を帯びていないと解するほかはない。中国正史における人物描写の表現で、「大悪」にして同時に「有徳」というような規定はおよそ考えられないだろう。このことは「紀』編纂者にとって、(広義の)儒教的規範観念が既知であり、事実それが随所に駆使されているだけにますます重大である」とし、「いきほひ=徳という用法」が「日本の価値意識を特徴的に示している」とした。

## 影響
丸山のゼミナールからは多くの政治学者・社会思想史家を輩出した。彼らは総じて「丸山学派」と言われ、日本の政治学を飛躍させた。日本政治思想史専攻以外にも、篠原一、福田歓一、坂本義和、京極純一、三谷太一郎といった東大系の政治学者は、多かれ少なかれ影響を受けており、かつそれをさまざまな形で公言している。
狭義の政治学界の外でも、社会科学者の小室直樹などは丸山眞男から政治学を学び、作家庄司薫、異色官僚の天谷直弘、社会民主連合創設者で、参議院議長となった江田五月、教育学者の堀尾輝久なども丸山ゼミ出身。

## エピソード

### 関東大震災での体験
1923年（大正12年）9月1日の関東大震災のとき、9歳だった丸山は、当時、四谷区（現・新宿区）に住んでおり、東中野の長谷川如是閑宅に避難した。当時の手記に、自警団によって「朝せん人が、二百余名は打殺されている」などと記している。
「悪いせん人は、ほんのわずかである」としつつも、自警団について、「こんなことなら自警団をなくならせた方がよい」「決して、朝せん人を殺すやくめとはまったくちがう」と指摘している。

### 投獄経験に関して
- 逮捕されて拘置所に送られたとき、「不覚にも一睡もできない拘置所で涙を流した。そのことが日ごろの『知性』などというものの頼りなさを思い切り私に自覚させた」といい、「軍隊経験に勝るとも劣らない深い人生についての経験」だったと述べた[34]。
- 丸山は元々は、父と同じジャーナリスト志望で、東京帝国大学に残る気はなかったが、たまたま助手公募の掲示をみて応募したという。自身逮捕歴があり、マルクス主義に影響を受けた論文を書いて特高や憲兵の監視を受けていた人間を助手として雇うだけの度量が東大法学部にあるのなら、研究室に残ってもいい、と考えたらしい。当時の丸山の指導教授だった南原繁は、丸山の論文のそういう性格を見抜いたうえで、さらには丸山が自分の逮捕歴などを告白したのを聞いたうえで、丸山を助手に採用したのは、南原の本心が、丸山とは“思想の同志”的な位置にいたからである[35]。

### 思想形成
- 平壌で最初の兵役に就いた際、丸山は中学にも進んでいないであろう一等兵に執拗にイジメ抜かれたという[36]。丸山は戦後、「実際、兵隊に入ると『地方』の社会的地位や家柄なんかはちっとも物をいわず、華族のお坊ちゃんが、土方の上等兵にビンタを食らっている。なんか、そういう擬似デモクラティック的なものが相当社会的な階級差からくる不満の麻酔剤になっていたと思われるのです[37]」と語ったが、影響の大きさに「日本の軍隊の持っていた、そういうパラドキシカルな民主的性格というものを、もっと言っておかないといけないんじゃないか、と[38]」とも述べた。

### 「運動」に関して
- 戦後日本を象徴する左派、進歩的知識人の一人だったが、新左翼運動が激化すると権力に迎合的であるとして左からの批判の対象にもなった[39]。
- 1968年（昭和43年）の東大紛争では、1969年1月19日の東大安田講堂事件の収束により、機動隊の封鎖が解除された直後に、丸山は勤務先の法学部研究室に入り、安田講堂や研究室ほか施設を占拠し貴重な資料・フィルムを壊した全共闘の学生らに対し、同日の毎日新聞で床にばらまかれ、泥に汚れた書籍や文献を一つ一つ拾いあげ、わが子をいつくしむように丹念に確かめながら『建物ならば再建できるが、研究成果は……。これを文化の破壊といわずして、何を文化の破壊というのだろうか』とつぶやいていた。押（おさ）えようとしても押えきれない怒りのため、くちびるはふるえていた[40]。と報道している。後にこの事を「ファシストでもやらなかったことを、やるのか」とも発言した[41]。これについて吉本隆明は、たかが大学生に研究室に踏み込まれたくらいで大袈裟な言い草である、自分などは資料収集のために図書館の列にいつも延々並んでいる、生活費を稼ぐ仕事の合間に研究しているんだ、と非難している[42][43]。
- 安保闘争後、市民運動が活発になった際に、弟子の松下圭一らは「市民が成熟して「市民感覚」が養われるようになった」と主張していたが、丸山は、そのような政治参加は「パートタイム」的なものにとどめるべきものだと述べた。日記にも「全共闘の“いい気になっている”指導者たち」と批判していた[41]。

### 未刊の『正統と異端』
筑摩書房の叢書『近代日本思想史講座』（1959-1961年、全8巻予定）の第2巻『正統と異端』の責任編集を担当予定だったが未刊（第2巻のみ欠番）となった。だが刊行に向け30年以上にわたり石田雄らと研究会（通称「正統と異端」研究会）を行っており、その資料が残っている。後年に『丸山眞男集 別集 第4・5巻』（岩波書店）で刊行した。

### 交友関係について
- 『世界』初代編集長の吉野源三郎とは、終生深い親交があった[要出典]。
- 作家の武田泰淳や埴谷雄高[45]、中国文学者の竹内好とは家族ぐるみの付き合いがあった。また竹内については、「『ふつう好さんのことをナショナリストと言うでしょう。ぼくはそれだけをいうと、ちょっと抵抗を感じるな。20年以上のつきあいを通して、好さんにはコスモポリタニズムが感覚としてある、と肌で感じます』と述べている」[46]。
- 鶴見俊輔とは、（戦後初期の）雑誌『思想の科学』創刊以来の付き合いがあり、丸山は終生、思想の科学研究会の会員であったが、同研究会はなんでもありの「イラハイイラハイ主義」と揶揄している[47][48]。また、鶴見の哲学は信用するが、「日常感覚は信用しないんだな」「育った生活環境からいってもわたしのほうがはるかにドロドロした『前近代的』なものなんですよ」と述べている[48]。
- 1980年11月早稲田大学大隈講堂で催された大山郁夫生誕百年記念講演会の講演会であいさつ[49]。

### 趣味
- ディレッタント[50]を自称し、思想史のほかにも文学や映画、音楽などに造詣が深かった。
- 中でもクラシック音楽に入れ込み[51]、東大退官後、最晩年に至るまで、レコードやスコアを蒐集して分析するのに多くの時間を費やしたとされる[52]。
- 作曲家ではベートーヴェン、ワーグナー、演奏家ではフルトヴェングラーに傾倒していた[53][54][55]。

## 批判
丸山は戦後日本に大きな影響を与えた人物ということもあり、賛辞の一方で様々な立場から批判がなされている。しかし、自ら批判に応えて論争になるといったことはあまり多くなく、竹内洋は評伝で、丸山が批判に余り取り合わず「黙殺」したことで、結果的に丸山の権威が認められたと述べる。

### 丸山政治学への批判
- 吉本隆明は丸山をはじめとする進歩的文化人は大学から自立せず、大衆から解脱（往相）してしまっており、丸山を「上空飛行的思考」として批判した[57]。吉本の丸山批判は新左翼・全共闘の学生などに受容された[58]。 東大紛争では、全共闘の学生から、東大教授という立場に寄りかかった権威主義者、大衆から遊離した貴族主義者であるとして批判された[要出典]。
- 丸山の日本ファシズム論には、ウルトラ・ナショナリズムとナショナリズムを区別できないという欠点があると言われる（松本健一『日本のナショナリズム』ちくま新書 など）。
- 谷沢永一は以下のような批判を行った。日本ファシズムの概念規定が『増補版　現代政治の思想と行動』のどこにもでてこないこと。同書において、日本国民を二分し、第一類型には工場主や自作農、学校教員など、第二類型には都市における文化人やジャーナリスト、学生層などと規定したこと。日本社会の中堅層である前者に対し、日本にファシズム運動があったか否かの検証もないままファシズムの社会的基盤であると断定し、かつ疑似インテリゲンチャもしくは亜インテリゲンチャと呼んで軽蔑していること。上記の理由から丸山眞男を差別意識の権化とした[59]。
- 水谷三公は、かつての弟子として、学者としての丸山を尊敬しつつも、その政治的言説がアメリカを批判して北朝鮮やソ連に傾くものだったとし「外交オンチ」、「政治的蓄膿症」と言われても仕方がないと結論づけた[60]。

### 丸山思想史学への批判
- ゼミ生ではないが、親炙に浴していた 橋川文三は、丸山に影響を受けながら、論文「昭和超国家主義の諸相」にて、丸山超国家主義論に批判を加えた[61]。
- 藤田省三は当初から丸山に批判的だった弟子の一人で、『天皇制国家の支配原理』などを著した。
- 弟子の渡辺浩は東アジア王権論という視点から日本政治思想史を書き換えることを試みている。
- 子安宣邦は『事件としての「徂徠学」』で丸山徂徠論を言説論の視点から批判、別著『日本近代思想批判』で古層論（「歴史意識の『古層』」、「開国」）が江戸時代暗黒観・明治維新礼賛になってしまい、近代批判を失ったと批判した。同様に安丸良夫は『現代日本思想論』、末木文美士は『日本宗教史』など、苅部直は『「維新革命」への道』で「古層」論を批判している。
- 1990年代後半以降には、姜尚中、米谷匡史あるいは酒井直樹等のようなポストコロニアリズムの立場から、「国民主義」やナショナリストとしての一面を批判されている[62]。一方でこのような見方に対して、斎藤純一、葛西弘隆等は日本思想史研究の立場から、確かに丸山は1950年代頃までの論考で明治期の日本国のナショナリズムを肯定的に評価する面があったが、それ以降においては多元主義あるいは市民社会をより重視するようになっていたとする指摘がある[63]。
- 『日本政治思想史研究』に対しては、「自然」「作為」概念の無理な適用など近世思想史の解釈が恣意的との批判がある。加地伸行は、中国思想史研究の立場で漢籍読解の稚拙さを指摘している[64]。
- 梅原猛は、思想的伝統が日本には形成されなかったと定義する丸山に対し、『法華経』などの古典を読まず、また、日本の美術、文学、風俗を調査せずにその様な断定を行うのは許しがたいと批判した[65]。

### スキャンダル
- 大塚久雄が、梶山力と共訳だったマックス・ヴェーバー 『プロテスタンティズムの倫理と資本主義の精神』を、のちに大塚の単独訳にしたことを、ヴェーバー研究者の安藤英治が批判し、梶山の単独訳版を改訂刊行しようとした。その際に丸山が圧力をかけてきたと、同じ研究者の羽入辰郎は批判している[66]。
- 志村五郎は、丸山の漢学や音楽に関する会話や著作を「一知半解」であることを記述をあげて指摘するほか、特に朝鮮戦争に関して丸山にとって都合が悪い史実（北朝鮮側から開戦）を40年以上にわたり「不可知論」で誤魔化し続けた事実を指摘し、そこに丸山のジャーナリスト的な資質の根本的な限界を見出した[67]。

## 著書

### 単著
- 『日本政治思想史研究』（東京大学出版会、1952年、改訂版1983年）
  - 仏訳 : Essais sur l’histoire de la pensée politique au Japon, trad. par Jacques Joly (Les Belles Lettres, 2018)
  - 英訳：Studies in the Intellectual History of Tokugawa Japan, trans. by Mikiso Hane, (University of Tokyo Press, 1989)
- 『政治の世界』（御茶の水書房、1952年）
- 『現代政治の思想と行動』（未來社 〈上・下〉 1956-57年、増補版 全1巻、1964年、新装版2006年）
  - 英訳：Thought and Behaviour in Modern Japanese Politics, edited by Ivan Morris (Oxford University Press, 1963)
- 『日本の思想』（岩波新書 青版、1961年、改版2018年）
「「である」ことと「する」こと」を含む論考集
- 『戦中と戦後の間 1936－1957』（みすず書房、1976年、新装版2018年）。大佛次郎賞受賞
- 『後衛の位置から――追補「現代政治の思想と行動」』（未來社、1982年）
- 『「文明論之概略」を読む』（岩波新書 黄版（上中下）、1986年）
- 『忠誠と反逆――転形期日本の精神史的位相』（筑摩書房、1992年／ちくま学芸文庫、1998年、川崎修解説）
- 『丸山眞男 戦中備忘録』（日本図書センター、1997年）
- 『自己内対話――3冊のノートから』（みすず書房、1998年）
- 『福沢諭吉の哲学 他六篇』（松沢弘陽編、岩波文庫、2001年）
- 『丸山眞男セレクション』（杉田敦編、平凡社ライブラリー、2010年）
- 『政治の世界 他十篇』（松本礼二編・注、岩波文庫、2014年）
- 『超国家主義の論理と心理 他八篇』（古矢旬編・注、岩波文庫、2015年）

### 集成
- 『丸山眞男集』（全16巻別巻1、岩波書店、1995～1997年）、度々再刊。※別巻（増訂新版）、2015年
- 『丸山眞男講義録』（全7巻、東京大学出版会、1998～2000年）
- 『丸山眞男書簡集』（全5巻、みすず書房、2003～2004年）
- 『丸山眞男話文集』（全4巻、みすず書房、2008～2009年）、「丸山眞男手帖の会」編
- 『丸山眞男話文集 続』（全4巻、みすず書房、2014～2015年）、「丸山眞男手帖の会」編
- 『丸山眞男集 別集』（全5巻、岩波書店、2014年12月～2024年8月[68]）
東京女子大学「丸山眞男文庫」編、近年新たに発見された論考・随想などを集成
- 『丸山眞男講義録　別冊（一・二）』（東京大学出版会、2017年）

### 共著
- （加藤周一）『翻訳と日本の近代』（岩波新書、1998年）
- 『丸山眞男座談』（全9巻、岩波書店、1998年）
- （古在由重）『暗き時代の抵抗者たち－対談古在由重・丸山眞男』（太田哲男編、同時代社、2001年）
- （古在由重）『一哲学徒の苦難の道－丸山眞男対話篇 1』（岩波現代文庫、2002年）
- （梅本克己・佐藤昇）『現代日本の革新思想－丸山眞男対話篇 2・3』〈上・下〉（岩波現代文庫、2002年）
- （鶴見俊輔・北沢恒彦・塩沢由典）『自由について 七つの問答』（編集グループSURE、2006年）
- 『丸山眞男回顧談』〈上・下〉（松沢弘陽・植手通有・平石直昭編、岩波書店、2006年／岩波現代文庫、2016年7・8月）
- 『丸山眞男座談セレクション』〈上・下〉（平石直昭編、岩波現代文庫、2014年11・12月）

### 編著・訳書
- 『日本のナショナリズム』（日本近代史叢書1：河出書房、1953年）
- G.H.セイバイン『西洋政治思想史〈Ⅰ〉』（岩波現代叢書、1953年）
- 『反動の思想　岩波講座 現代思想 第5巻』（岩波書店、1957年）
- 『人間と政治』（有斐閣、1961年）
- 『歴史思想集 日本の思想6』（筑摩書房、1972年）

### 共編著
- （中村哲・辻清明）『政治学事典』（平凡社、1960年）
- （福田歓一）『南原繁著作集』（全10巻、岩波書店、1972～73年）
- （福田歓一）『回想の南原繁』（岩波書店、1975年）
- （福田歓一）『聞き書 南原繁回顧録』（東京大学出版会、1989年）
- （加藤周一と共校注）『日本近代思想大系15　翻訳の思想』（岩波書店、1991年）

### その他
- 脇圭平・芦津丈夫 『フルトヴェングラー』（岩波新書、1984年／岩波書店、1994年）
第3章に、丸山と脇・芦津との鼎談「フルトヴェングラーをめぐって――音楽・人間・精神の位相」[69]を収録。
- 埴谷雄高 『幻視者宣言』（三一書房、1994年）　
長年にわたり埴谷との交友があり、多くの映画・音楽・文学論を語り合った対話も収録。

## 門下生
| - 飯田泰三 - 石田雄 - 植手通有 - 神島二郎 - 坂本義和 - 中野雄 - 橋川文三 - 平石直昭 - 藤田省三 | - 藤原弘達 - 堀尾輝久 - 松沢弘陽 - 松下圭一 - 松本三之介 - 宮村治雄 - 脇圭平 - 渡辺浩 (政治学者) |

### 関連文献
※丸山論は没後に、約100冊以上出版されている。
- 長谷川宏 『丸山真男をどう読むか』講談社現代新書、2001年
- 間宮陽介 『丸山真男―日本近代における公と私』筑摩書房、新版・ちくま学芸文庫／改題「丸山真男を読む」岩波現代文庫、2014年
- 松本健一 『丸山真男 八・一五革命伝説』河出書房新社　2003年／増訂版「伝説シリーズ6」 辺境社、2008年
- 田中久文 『丸山真男を読みなおす』講談社選書メチエ、2009年
- 伊東祐吏 『丸山真男の敗北』講談社選書メチエ、2016年
- 橋爪大三郎 『丸山真男の憂鬱』講談社選書メチエ、2017年
- 遠山敦 『丸山真男―理念への信　再発見日本の哲学』講談社、2010年
- 中野雄 『丸山真男　人生の対話』文春新書、2010年、※上記（参考文献）の姉妹篇。
- 板垣哲夫 『丸山真男の思想史学』吉川弘文館〈歴史文化ライブラリー〉、2003年、オンデマンド版2018年
- 池田信夫 『丸山眞男と戦後日本の国体』白水社、2018年
- 鷲巣力・山辺春彦 『丸山眞男と加藤周一　知識人の自己形成』筑摩選書、2023年
- 『丸山真男没後10年、民主主義の〈神話〉を超えて』河出書房新社〈KAWADE道の手帖〉、2006年
- 『現代思想　総特集 丸山真男生誕一〇〇年』青土社、2014年7月
- 「みすず」編集部編 『丸山真男の世界』みすず書房、※追悼文集
- 大隅和雄・平石直昭編 『思想史家丸山真男論』ぺりかん社

水林彪・末木文美士・澤井啓一・安丸良夫・川崎修・松沢弘陽、※計8名の思想史論考集
- 『植手通有集3　丸山真男研究　その学問と時代』あっぷる出版社、2015年
- 宮村治雄 『丸山真男「日本の思想」精読』 岩波現代文庫
- 宮村治雄 『戦後精神の政治学　丸山真男・藤田省三・萩原延壽』 岩波書店
- 松本礼二『知識人の時代と丸山眞男　比較20世紀思想史の試み』岩波書店、2019年
- 笹倉秀夫 『丸山真男の思想世界』 みすず書房
- 飯田泰三 『戦後精神の光芒　丸山真男と藤田省三を読むために』 みすず書房
- 石田雄 『丸山真男との対話』 みすず書房
- 石田雄・姜尚中 『丸山真男と市民社会』〈転換期の焦点5〉世織書房
- 加藤周一・日高六郎 『同時代人丸山真男を語る』〈転換期の焦点6〉世織書房、※2冊とも対談のブックレット
- 福田歓一 『丸山真男とその時代』 岩波書店〈岩波ブックレット522〉。小冊子
- 都築勉 『戦後日本の知識人　丸山真男とその時代』 世織書房
- 都築勉 『丸山真男への道案内』 吉田書店
- 都築勉 『丸山真男、その人　歴史認識と政治思想』 世織書房
- 山崎正純 『丸山真男と文学の光景』 洋々社
- 入谷敏男 『丸山真男の世界』 近代文芸社
- 仲正昌樹 『丸山真男と吉本隆明 〈戦後思想〉入門講義』作品社、2017年
- 佐藤瑠威 『丸山真男とカール・レーヴィット　近代精神と批判精神をめぐって』日本経済評論社
- 植村和秀 『丸山真男と平泉澄　昭和期日本の政治主義』〈パルマケイア叢書19〉柏書房
- 田中浩 『日本リベラリズムの系譜　福沢諭吉・長谷川如是閑・丸山真男』 朝日新聞出版〈朝日選書〉
- 平石直昭 『福澤諭吉と丸山眞男　近現代日本の思想的原点』北海道大学出版会、2021年
- 中野敏男 『大塚久雄と丸山真男　動員、主体、戦争責任』 青土社、新装版刊
- 渡部純 『現代日本政治研究と丸山真男　制度化する政治学の未来のために』勁草書房
- 情況出版編集部編 『丸山真男を読む』 情況出版
- 小林正弥編『丸山真男論　主体的作為、ファシズム、市民社会』〈公共哲学叢書2〉東京大学出版会
- 今井弘道 『三木清と丸山真男の間』風行社
- 今井弘道 『丸山真男研究序説　「弁証法的な全体主義」から「八・一五革命説」へ』風行社
- 富田宏治 『丸山真男 「近代主義」の射程』関西学院大学出版会
- 田口富久治 『丸山真男とマルクスのはざまで』日本経済評論社
- 安川寿之輔 『福沢諭吉と丸山真男　「丸山諭吉」神話を解体する』 高文研
- 小幡清剛 『丸山真男と清水幾太郎　自然・作為・逆説の政治哲学』 萌書房
- 中島誠 『司馬遼太郎と丸山真男』 現代書館
- 北沢方邦 『感性としての日本思想　ひとつの丸山真男批判』藤原書店
- 今井伸英 『丸山真男と戸坂潤　護憲の論理と丸山政治学の陥穽』論創社
- アンドリュー・E・バーシェイ 『近代日本の社会科学　丸山真男と宇野弘蔵の射程』 山田鋭夫訳、NTT出版
- 小田村寅二郎『昭和史に刻むわれらが道統』日本教文社。同期生による批判論考
- 小田村寅二郎「丸山真男氏の思想と学問の系譜」-『学問・人生・祖国―小田村寅二郎選集』国民文化研究会

### 映像
- NHKエンタープライズ編 『ビデオ　丸山眞男と戦後日本』（2巻組：みすず書房、1997年）

1996年にNHK「ETV特集」で2日間に渡り、「第1巻：民主主義の発見」、「第2巻：永久革命としての民主主義」が放映。
- 『学問と情熱　丸山眞男――響き続ける民主化への執拗低音』、ナレータ加藤剛
「紀伊國屋書店　ビデオ評伝シリーズ第30巻」　1997年／DVD再版、2004年。
- NHK Eテレ 『戦後史証言プロジェクト　日本人は何をめざしてきたのか　知の巨人たち 第3回　丸山眞男と政治学者たち』
2014年7月14日放映。90分。丸山の講演テープ、三谷太一郎や折原浩らのインタビューなどが含まれている。